# Mark Ortega
Mark Ortega (Columbus, 25 juli 1978) is een Amerikaanse handbalcoach die sinds 2021 hoofdtrainer is van het mannenteam Volendam.

## Biografie
In 2004, kort na het afronden van de universiteit, werd Ortega lid van het handbalteam van Miami Sharks onder leiding van Cristian Zaharia.  In hetzelfde jaar werd hij geselecteerd als aanvoerder van het nationale team van de VS en speelde daarvoor tot 2014. Ortega heeft zich ook aangesloten bij Europese handbalteams in Roemenië, Frankrijk, Spanje en Noorwegen. 
In augustus 2013, nadat USA Team Handball samenwerkte met het United States Olympic Committee en de Alabama Community College Conference, werd een Residency Program opgericht aan de Auburn University  en Ortega was een van de eerste coaches die handbalsporters zouden trainen voor internationale wedstrijden.  Sindsdien heeft hij het Ondergeschikte Nationale Team van de VS  en het Nationale de Residence Team van de Mensen van de VS gecoacht .  De teams van Ortega hebben deelgenomen aan de Pan-Amerikaanse Spelen, Pan American Championships en de IHF Championships. 
In 2020 werd Ortega aangesteld om het damesteam van Volendam te coachen. Door het vroegtijdig vertrek van herentrainer Hans van Dijk bij de mannen van Volendam is Ortega op de post van van Dijk komen staan. In 2022 maakte Ortega bekent om bekent om de heren van Volendam te verlaten.